# Aspidites
Aspidites är ett släkte av ormar. Aspidites ingår i familjen pytonormar.
Arterna är med en längd upp till 2,5 meter medelstora till stora ormar. De förekommer i Australien och lever i olika torra eller fuktiga habitat. Individerna jagar andra kräldjur (inklusive giftormar), småfåglar och mindre däggdjur. Honor lägger ägg. Dessa pytonormar saknar groporgan. Släktets medlemmar hittas i kulliga områden vid cirka 650 till 720 meter över havet.
Arter enligt Catalogue of Life:
- Aspidites melanocephalus
- Aspidites ramsayi

## Bildgalleri

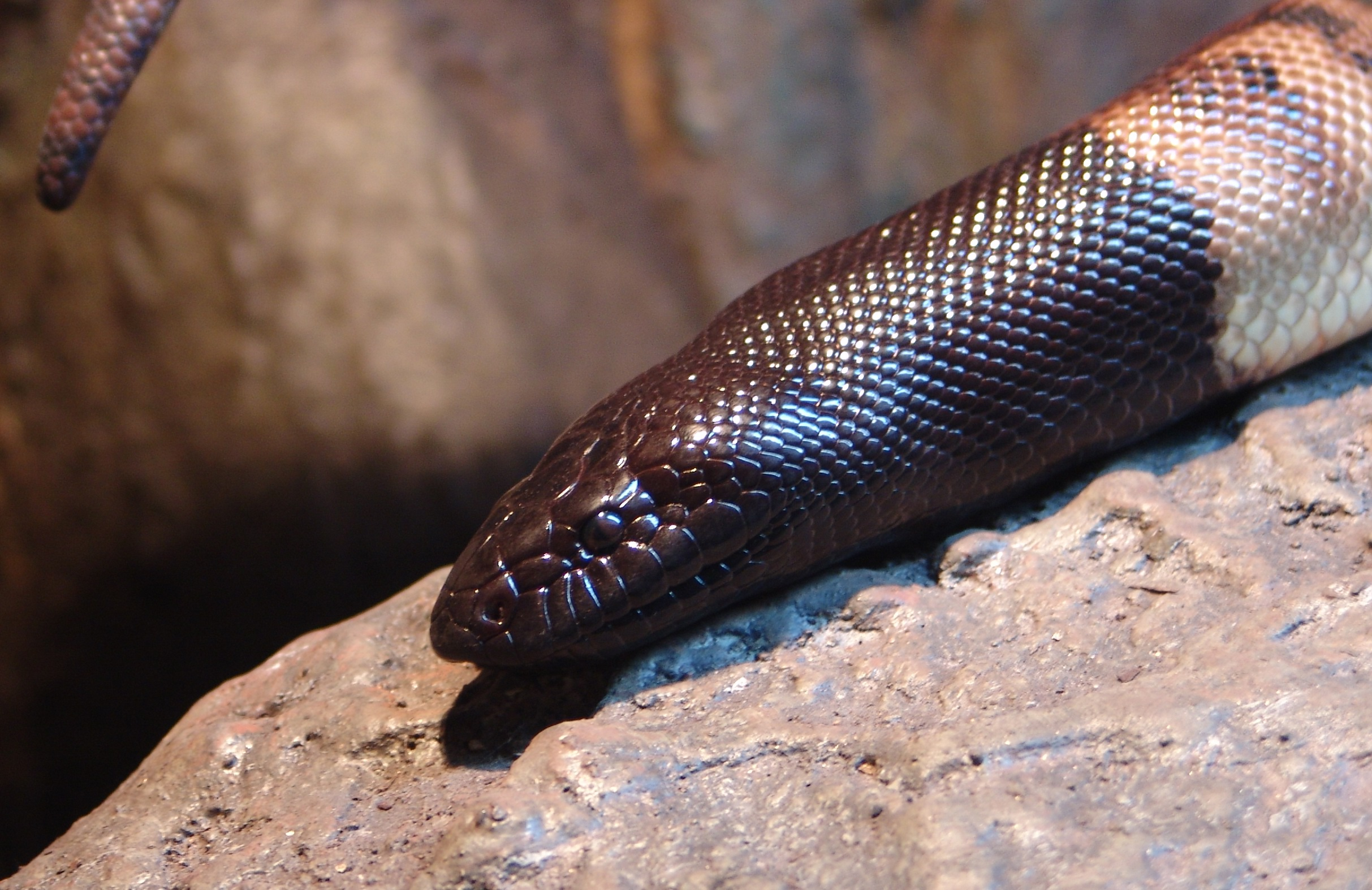
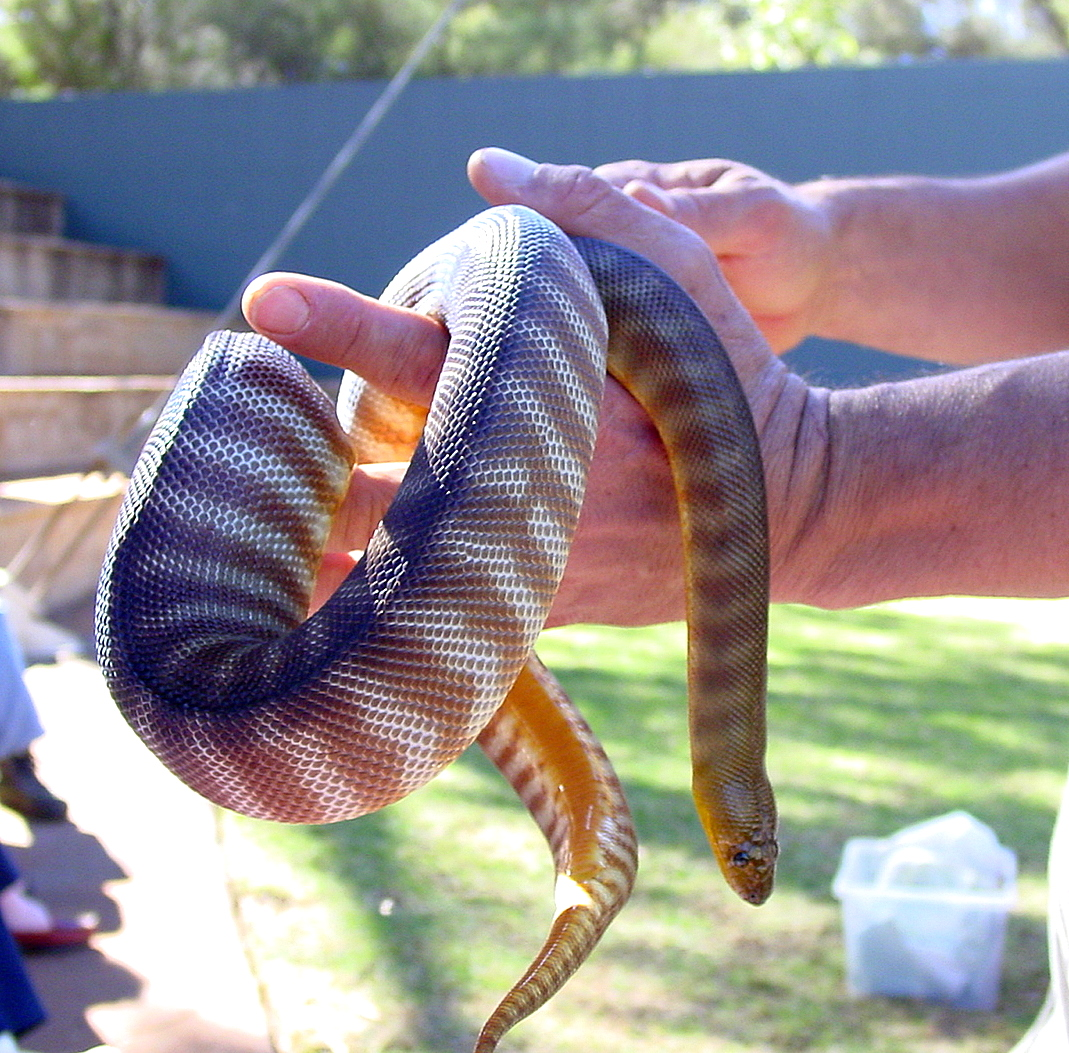
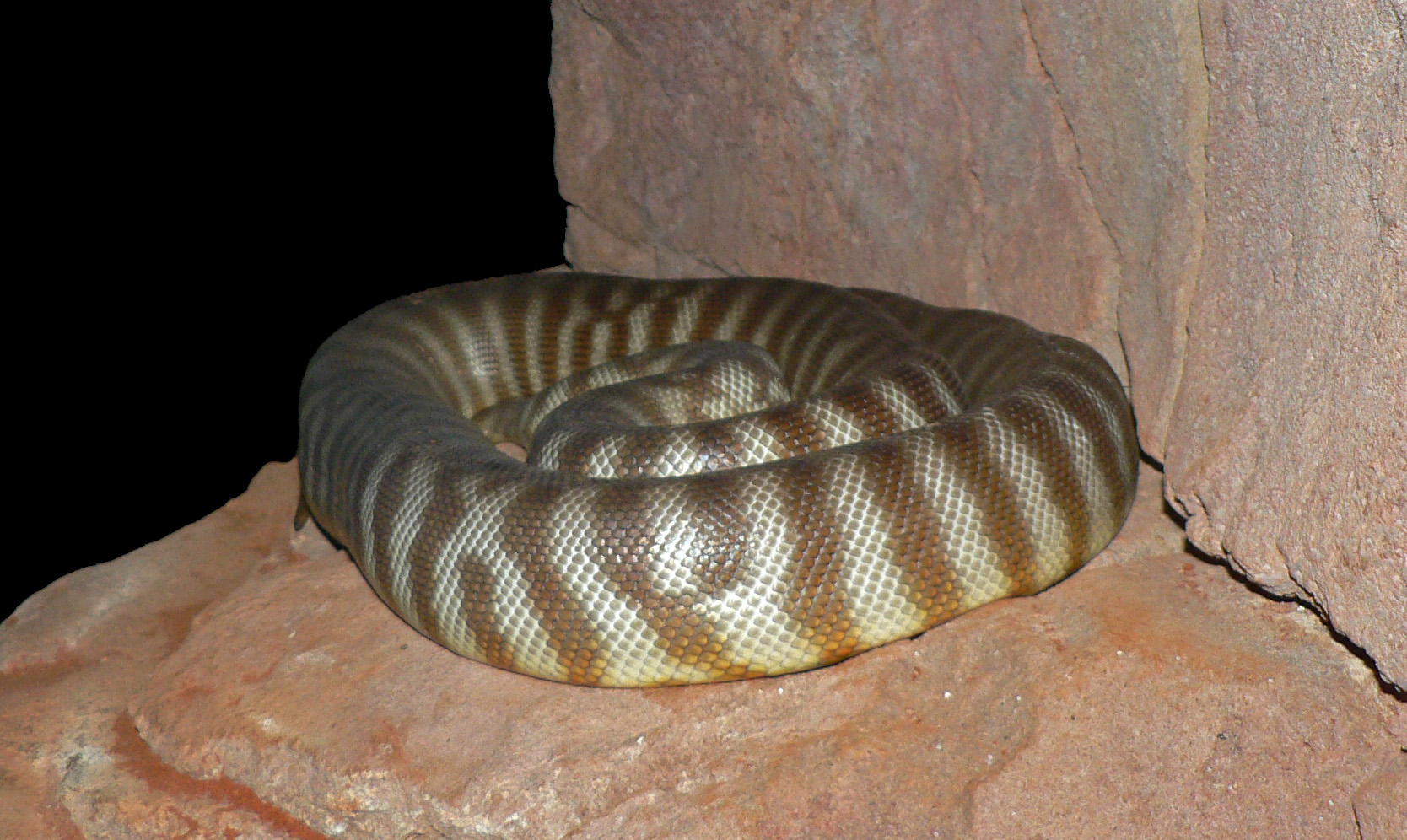
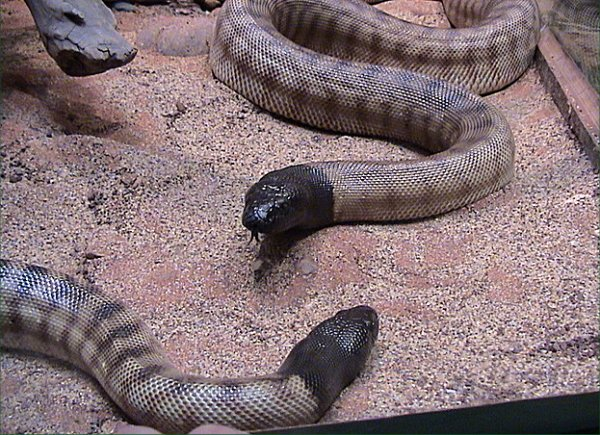